# Аржјесан
Аржјесан (фр. Argiésans) је насељено место у Француској у региону Франш-Конте, у департману Територија Белфор.
По подацима из 2011. године у општини је живело 406 становника, а густина насељености је износила 148,72 становника/km².

## Демографија
| 1962. | 1968. | 1975. | 1982. | 1990. | 2011. |
| ----- | ----- | ----- | ----- | ----- | ----- |
| 137   | 112   | 188   | 202   | 286   | 406   |